# رويدا العاص
رويدا العاص  (ميلاد 1 يناير 1970م)،  مطربة أردنية ابنة الموسيقار جميل العاص الذي كان مديرا للقسم الموسيقي في التلفزيون. قدمت في القاهرة أغانٍ لاقت استحسان كبار الملحنين منهم بليغ حمدي ومحمد الموجي وحلمي بكر. تدربت في مدرسة والدها على الأغاني لكبار الغناء العربي أمثال أم كلثوم ومحمد عبد الوهاب وفايزة أحمد، وتعشق صوت المطربين السعوديين طلال مداح ومحمد عبده. بعد وفاة والدها تدهورت أوضاعها المالية  وتحولت من فنانة إلى عاملة نظافة في إحدى الجمعيات الخيرية.

## والدها
والدها هو الموسيقار جميل العاص  الذي كان مديرا للقسم الموسيقي في التلفزيون،  وهو صاحب الألحان التي كان لها أثر في ذوق الأغنية الأردنية حين قدم قصائد الأستاذ الشاعر حيدر محمود وأشهرها «أرخت عمان جدائلها فوق الكتفين» بصوت المطربة نجاة الصغيرة. وكان هو من اكتشف المطربة سميرة توفيق ولحن لها أيضاً.

## أغانيها
من أغانيها:
- «أردنية أنا». [1]
- «إن جينا مرة على بالك».
- «يا غدار».
- «عالعين موليتين». [1]